# 書写山トンネル
書写山トンネル（しょしゃざんトンネル）は、兵庫県姫路市にある山陽自動車道のトンネル。書写山に掘ったトンネルで、第1と第2の二つがある。いずれも1990年開通。

## 書写山第1トンネル
- 上り線：499m
- 下り線：487m

## 書写山第2トンネル
- 上り線：1,502m
- 下り線：1,508m